# La Terreur des barbares
Pour plus de détails, voir Fiche technique et Distribution.
La Terreur des barbares (titre original : Il terrore dei barbari) est un film historique franco-italien réalisé par Carlo Campogalliani et sorti en 1959.

## Synopsis
En 568, l'armée des Lombards, dirigée par le roi Alboïn, envahit le Nord de l'Italie. Le village d'Emiliano est pillé et son père sauvagement assassiné. Les survivants décident de résister aux envahisseurs en harcelant les troupes lombardes laissées en garnison dans leur ville.

## Fiche technique
- Titre original : Il terrore dei barbari
- Réalisation : Carlo Campogalliani, assisté de Sergio Bergonzelli et Romolo Guerrieri
- Scénario : Gino Mangini, Nino Stresa, Giuseppe Taffarel et Carlo Campogalliani
- Dialogues français : Pierre Cholot et Bruno Guillaume
- Photographie : Bitto Albertini
- Musique : Carlo Innocenzi
- Décors : Oscar D'Amico
- Producteur : Emimmo Salvi
- Directeur de la production : Antonio Greco
- Pays de production : France et Italie (Alta Vista, Standart Film Rome, Comptoir français du Film Paris)
- Distributeur : Comptoir français du Film (Robert De Nesle)
- Durée : 100 min.
- Système et pellicule : CinemaScope, Ferraniacolor
- Format image : 2.35
- Genre : péplum
- Dates de sortie :
  - Italie : 30 juin 1959
  - France : 25 novembre 1959

## Distribution
- Steve Reeves (VF : Bernard Noël) : Emiliano
- Chelo Alonso (VF : Nathalie Nerval) : Landa, fille de Delfo
- Livio Lorenzon (VF : Jean-Jacques Delbo) : Igor le Barbare
- Andrea Checchi (VF : Jacques Berlioz) : le duc Delfo
- Luciano Marin (VF : Gabriel Cattand) : Marco
- Giulia Rubini (VF : Loleh Bellon) : Sabina
- Furio Meniconi (VF : Marcel Bozzuffi) : Genzerico
- Bruce Cabot (VF : Henri Nassiet) : Alboïn
- Arturo Dominici (VF : Jean-Henri Chambois) : Svero
- Puccio Ceccarelli (VF : Pierre Tornade) : un barbare
- Carla Calò (VF : Hélène Tossy) : la mère de Bruno
- Fosco Giachetti : Giovanni
- Narration : Jean-Claude Michel